# ミオ (モデル)
ミオ（MIO、1998年11月19日 - ）は、日本の女性モデル。東京都出身。
父は俳優の仲村トオル、母は女優の鷲尾いさ子。元スターダストプロモーション所属。旧芸名は美緒。

## 来歴
1998年11月19日、仲村トオル、鷲尾いさ子夫妻の第一子（長女）として産まれる。
2019年3月、アサヒグループ食品の「エビオス整腸薬」のイメージキャラクターとしてCMに出演し、芸能界デビューを果たす。
その後『週刊文春』（文藝春秋）2019年6月13日号の「原色美女図鑑」でグラビアデビュー。それと同時に文春オンラインに掲載された記事が260万PVを記録し話題となる。
8月9日には初の写真集となる『デジタル原色美女図鑑 ミオ BIRTH』が発売された。

## 人物
趣味は映画鑑賞、音楽鑑賞。特技は剣道三段。
端正な顔立ちと身長176cmのスタイルは両親譲りとの評価があるが、自身は思春期の頃は高い身長にコンプレックスを感じていたという。
芸能界デビューのきっかけとなったのは父である仲村の知り合いであるCM関係者からの紹介である。小学校から高校まで芸能活動禁止の学校に通っていたこともあり、芸能界入りは考えていなかったが、数日間の考慮の末、父からの「挑戦してみたら?」の一言で出演を決めたという。
初グラビアの撮影を担当した写真家の安珠とは家族ぐるみの交流があり、ミオが産まれた頃から家族写真を撮り続けてきたという。
2022年10月16日放送の「二軒目どうする?〜ツマミのハナシ〜」に出演し、当番組がテレビロケ初体験であると告白する。

## 出演

### 雑誌
- 週刊文春 2019年6月13日号「原色美女図鑑」（2019年） - 撮影・安珠
- 家庭画報 2019年11月号 「女優コート特集」（2019年） [6]

### 写真集
- デジタル原色美女図鑑 ミオ BIRTH（2019年8月9日、文藝春秋） - 撮影・安珠

### CM
- アサヒグループ食品 エビオス整腸薬「教えて 腸子おねえさん編」（2019年 - 2020年）[7]
- 東京メガイルミ（2019年 - 2020年）

### テレビ
- バラエティ

『二軒目どうする?〜ツマミのハナシ〜』（2022年10月16日、テレビ東京） - ゲスト出演
『今田耕司のネタバレMTG』（2023年9月30日、読売テレビ）- ゲスト

### 注記
1. ↑  父である仲村がイメージキャラクターを務める「エビオス錠」の派生商品。